# Nathaniel Kleitman
Nathaniel Kleitman (* 26. April 1895 in Chișinău; † 13. August 1999 in Los Angeles) war ein US-amerikanischer Schlafforscher.

## Leben
Kleitman wurde in Russland (im heutigen Moldawien) geboren und wanderte 1915 in die USA ein. 1918 wurde er US-Staatsbürger.  Er studierte am City College of New York (Bachelor 1919) und an der Columbia University (M. A. 1920). 1923 wurde er  an der University of Chicago in Physiologie promoviert (summa cum laude). Ab 1925 war er an der Fakultät in Chicago, wo er das erste Schlaflabor in den USA einrichtete. Er wurde Professor in Chicago, wo er 1960 in den Ruhestand ging und dann nach Kalifornien zog. Er blieb auch danach in der Schlafforschung aktiv und veröffentlichte noch 1982 einen Aufsatz. Noch mit 90 Jahren nahm er als freiwillige Versuchsperson zum Thema Schlaf im Alter an der Stanford University teil. Er starb im hohen Alter von 104 Jahren.
Kleitman gilt als Begründer der Schlafforschung in den USA, worüber er 1923 in Chicago promoviert wurde (Studies on the physiology of sleep) und 1939 das Buch Sleep and Wakefullness veröffentlichte, damals ein Standardwerk. 1953 war er einer der Entdecker des REM-Schlafs, der ursprünglich von seinem Doktoranden Eugene Aserinsky gefunden wurde. Kleitman und Aserinsky wiesen Zusammenhänge mit Traumphasen nach. Sie veröffentlichten darüber 1953 in der Zeitschrift Science. Ein weiterer seiner Doktoranden, der an diesen frühen Forschungen zum REM-Schlaf beteiligt war, war William C. Dement (später Professor und Leiter des Schlaflabors an der Stanford University). Während Aserinsky 1953 die Universität Chicago verließ, baute Kleitman mit Dement in den 1950er Jahren die Schlafforschung unter anderem zum REM-Schlaf mit dem Elektroenzephalogramm und anderen Messungen an seinem Labor in Chicago aus. Häufig benutzte er sich oder seine zwei Töchter als Versuchsobjekte. Einmal durchstand er 180 Stunden Schlafentzug. Im Juni 1938 lebte er einen Monat mit seinem Mitarbeiter Bruce Richardson in der Mammut-Höhle in Kentucky, um den Schlafrhythmus ohne äußere Einflüsse zu studieren.
Von ihm stammt die Hypothese eines Basic Rest Activity Cycle (BRAC) des Gehirns, der sowohl in den Schlaf- als auch in den Wachphasen vorhanden sei.

## Schriften
- Sleep and wakefulness as alternating phases in the cycle of existence, University of Chicago Press, 1939. (Überarbeitete Neuauflage als Sleep and Wakefulness. 1963)